# Edificio dell'Autorità Portuale
L'Edificio dell'Autorità Portuale (in inglese Harbour Board Building) è un edificio storico della città di Port Elizabeth in Sudafrica. 

## Storia
L'edificio, progettato dallo studio di architettura Jones & McWilliams, ha ospitato per oltre settant’anni gli uffici amministrativi del porto della South African Railways and Harbours. La prima pietra fu posata il 14 gennaio 1904 da J. Searle, allora Commissario Generale dell'Autorità Portuale di Port Elizabeth. L'edificio fu dichiarato monumento nazionale nel 1968 e successivamente restaurato nel 1998 da Portnet con l'architetto John Rushmere.

## Descrizione
L'edificio si trova lungo Fleming Street nel centro di Port Elizabeth.
L'edificio si distingue per la sua imponente facciata in pietra e per gli interni riccamente decorati con legni pregiati e vetrate. Presenta uno stile Art Nouveau, del quale è considerato uno dei migliori esempi in Sudafrica.

## Galleria d'immagini

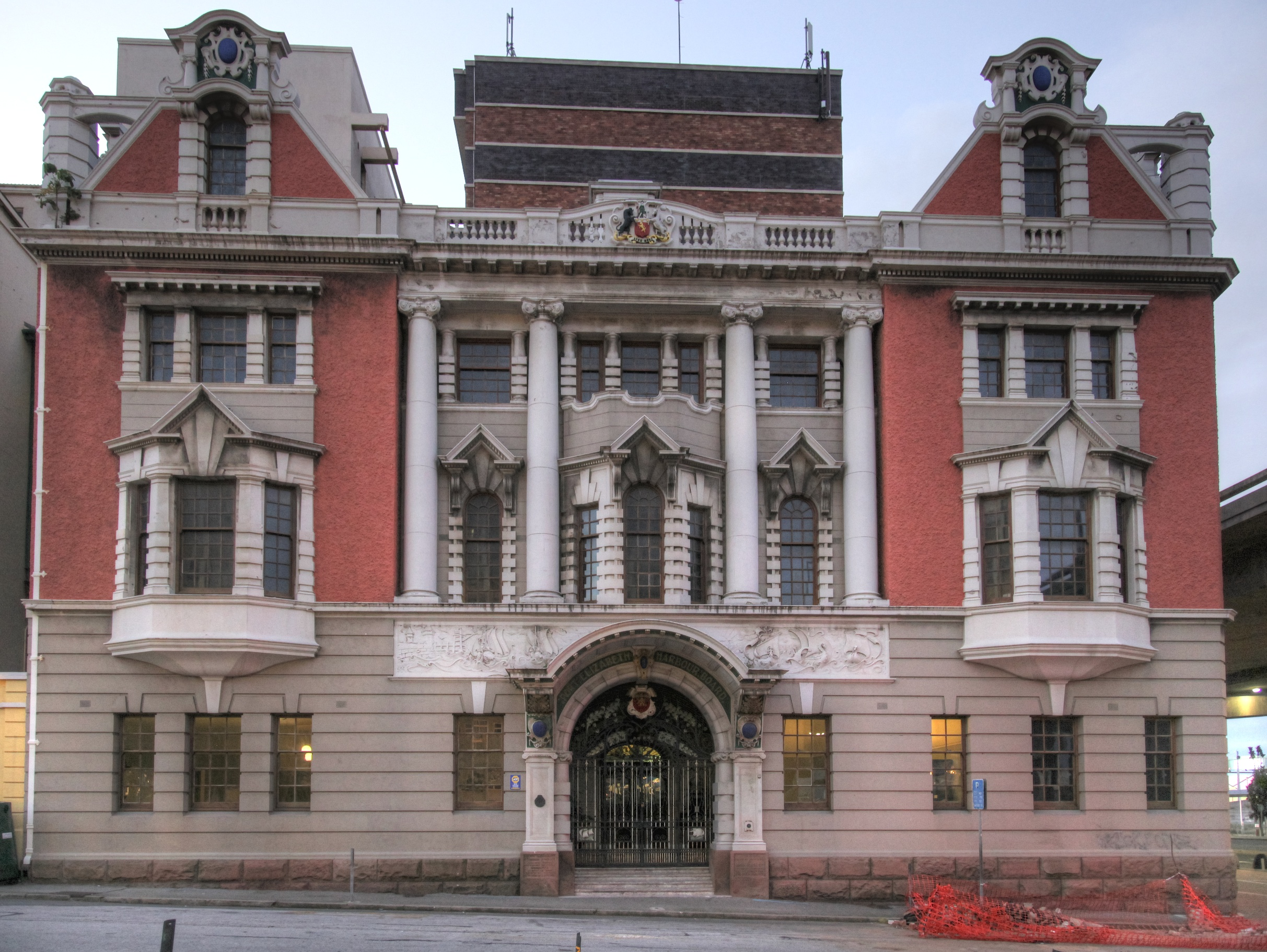
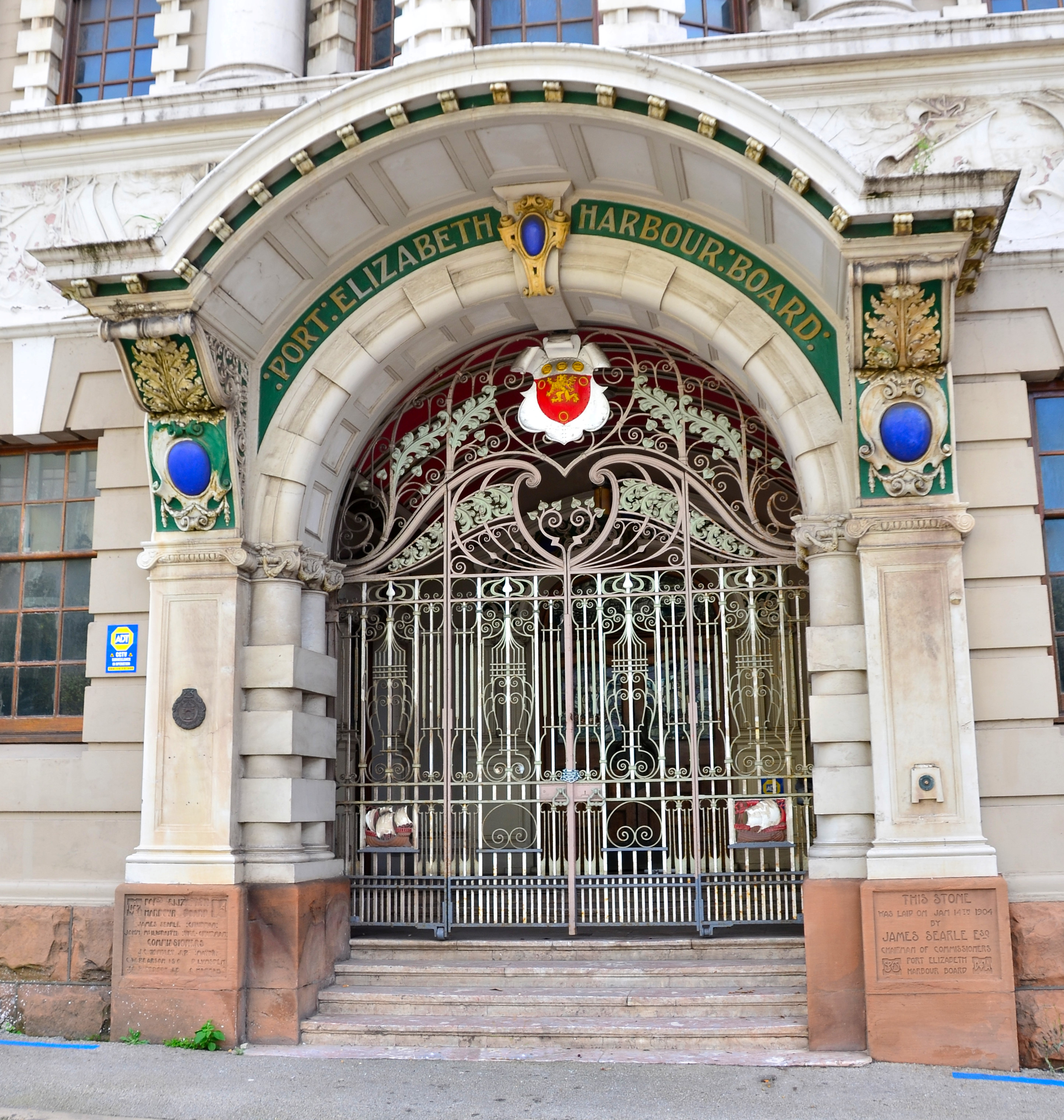
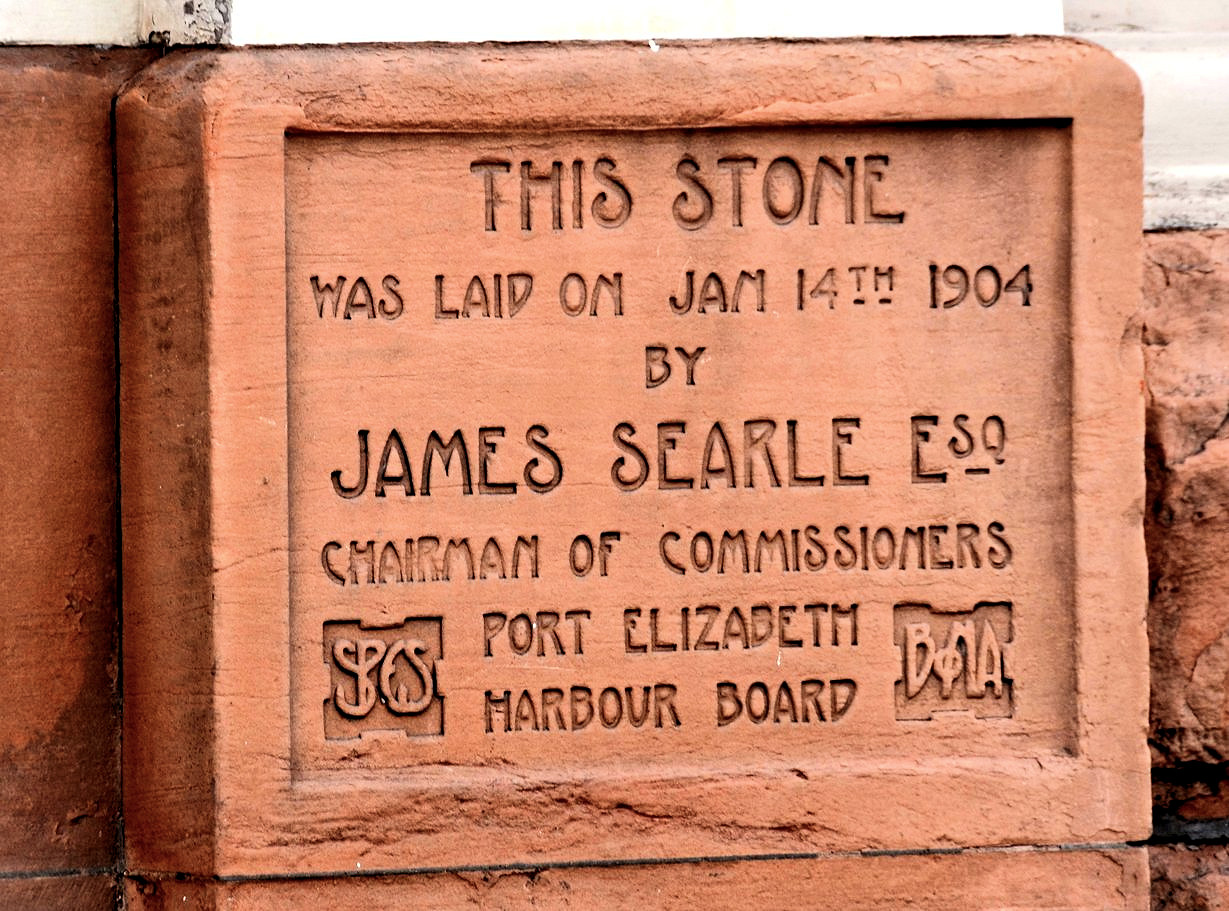